# Wiktor Stanicyn
Wiktor Jakowlewicz Stanicyn (ros. Ви́ктор Я́ковлевич Стани́цын; ur. 1897, zm. 1976) – radziecki aktor filmowy i teatralny. Mąż aktorki Jeleny Ponsowej. Ludowy Artysta ZSRR. Czterokrotny laureat Nagrody Stalinowskiej. Aktor Moskiewskiego Teatru Artystycznego.
Pochowany na Cmentarzu Wwiedieńskim w Moskwie.

## Wybrana filmografia
- 1932: Szturmowa brygada jako amerykański inżynier[3]
- 1935: Miłość i nienawiść
- 1945: Grzesznicy bez winy
- 1948: Trzeci szturm
- 1949: Bitwa stalingradzka jako Winston Churchill
- 1950: Upadek Berlina
- 1950: Ognie Baku
- 1953: Anna Karenina jako książę Stiepan Obłonski
- 1967: Wojna i pokój